# Koniugacja sprzężnic

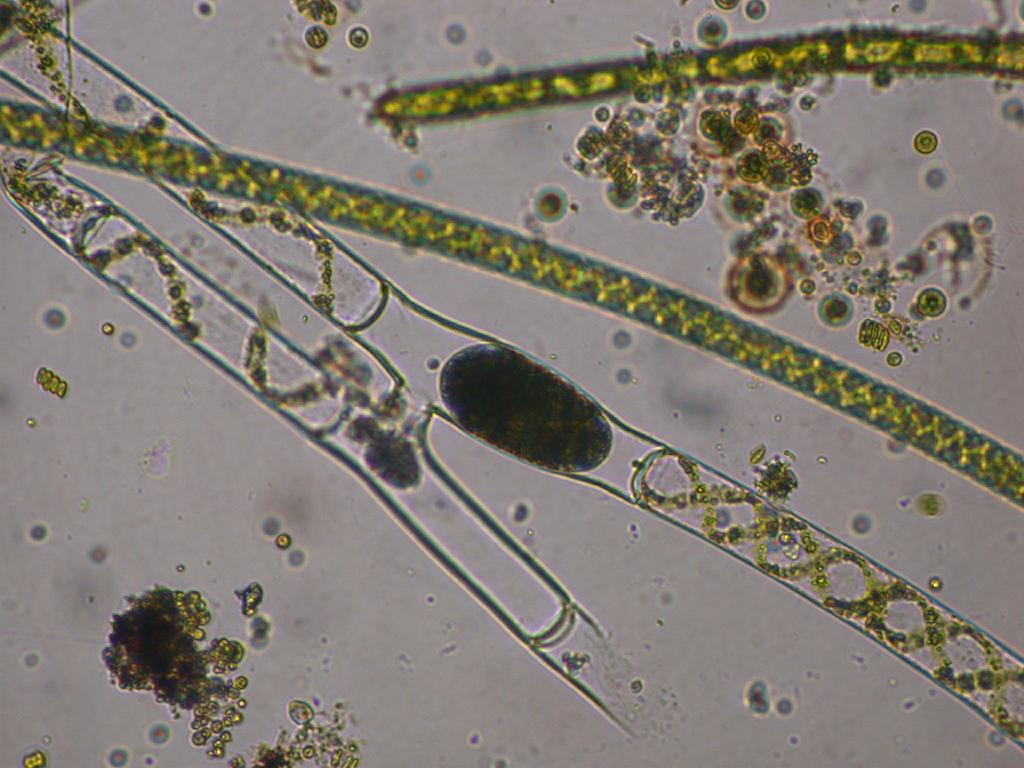
Heterogamiczna koniugacja drabinkowa skrętnicy. Zygospora

Koniugacja – typ rozmnażania płciowego charakteryzujący sprzężnice (stąd jedna z ich nazw – Conjugatae). Jest to rodzaj syngamii, w której rolę gamet odgrywają całe protoplasty amebowato wypełzające w tym celu z obrębu ściany komórkowej. Zlanie się protoplastów-gamet odbywa się wewnątrz specjalnego kanału kopulacyjnego, na zewnątrz w galaretowatej otoczce lub po przepełznięciu jednej gamety do gametangium drugiej.
Ze względu na rolę kopulujących gamet można wyróżnić dwa typy koniugacji:
- heterogamiczna, gdy jedna gameta jest bardziej ruchliwa (męska), a druga mniej i jest uznawana za żeńską (anizogamia)
- izogamiczna, gdy obydwie gamety są podobnie ruchliwe (izogamia).

U sprzężnic tworzących kolonijne nici (Zygnematales) koniugacja najczęściej przyjmuje postać koniugacji drabinkowej. W jej trakcie dwie nici układają się równolegle, sklejają za pomocą śluzu, a z wypustek wytworzonych przez komórki różnych nici powstają kanały kopulacyjne. W przypadku heterogamicznej koniugacji drabinkowej (u większości skrętnic i niektórych zrostnic) po zetknięciu się gamet w kanale, żeńska kurczy się i cofa, a męska przelewa się za nią do jej gametangium, gdzie kończy się zapłodnienie. W przypadku izogamicznej koniugacji drabinkowej (u większości mużocji i niektórych zrostnic) do zapłodnienia dochodzi w obrębie kanału kopulacyjnego, który może potem się rozpuścić.
Koniugacja może zachodzić także między komórkami tej samej nici. Jeżeli gamety łączą się przy pomocy kanału wytworzonego przez boczne ściany komórkowe, to koniugacja boczna (heterogamiczna koniugacja boczna, np. u skrętnicy, gdy gameta męska przechodzi do komórki żeńskiej lub izogamiczna koniugacja boczna, np. u mużocji i zrostnicy, gdy w kanale łączą się obie gamety), podczas gdy w koniugacji terminalnej kanał wytwarzany jest przez poprzeczne ściany komórkowe, między sąsiadującymi komórkami (heterogamiczna koniugacja terminalna, gdy gameta męska przechodzi do gametangium żeńskiego lub izogamiczna koniugacja terminalna, gdy obydwie gamety wpełzają do kanału, który po zapłodnieniu może ulec rozpuszczeniu.
U niektórych gatunków mogą zachodzić pewne modyfikacje (np. przepełzanie gamet bez wytwarzania kanału).
Po zapłodnieniu powstaje zygota zwana tu zygosporą. Najczęściej otoczona jest trzema błonami. Podczas kiełkowania zygospory zachodzi mejoza. U zrostnicowatych z czterech potomnych jąder zwykle przeżywa tylko jedno, rzadziej komórka dzieli się na cztery komórki potomne. W obydwu wypadkach nowe osobniki są haploidalne. Degeneracji ulegają chloroplasty pochodzące z gamety męskiej.
Koniugacja międzygatunkowa zachodzi rzadko.